# 斯蒂芬·克罗克
斯蒂芬·大衛·克罗克（英語：Stephen David Crocker，1944年10月15日—）是一名美國網際網路先驅。1969年，他創建了ARPANET「網路工作組」和請求意見稿。2011年至2017年，他擔任互联网名称与数字地址分配机构（ICANN）的董事會主席。

## 教育
克羅克與文頓·瑟夫和喬恩·波斯特爾一樣，都曾就讀於凡奈斯高中。克羅克在加利福尼亞大學洛杉磯分校獲得學士學位（1968年）和博士學位（1977年）。

## 職業生涯
自網際網路成立以來，克羅克一直在網際網路社區工作。他在創建ARPA「網路工作組」方面發揮重要作用，也是請求意見稿（RFC）系列的發起人，撰寫了第一份RFC和許多其他文件。1960年代，作為加利福尼亞大學洛杉磯分校的研究生，他是為ARPANET開發協議的團隊的一員，這些協議是今日網際網路的基礎。
在加利福尼亞大學洛杉磯分校時，克羅克教授了一門關於計算機編程的擴展課程（用於IBM 7094大型計算機）。這門課的目的是向高中教師傳授數位處理和彙編語言編程，以便他們能夠在高中開設此類課程。一些高中學生也被錄取參加該課程，以確保他們能夠理解這門新學科。克羅克還積極參加新成立的加利福尼亞大學洛杉磯分校計算機俱樂部。
克羅克曾是美國國防高等研究計劃署（DARPA）的項目經理、南加州大學資訊科學研究院的高級研究員、航空航天公司計算機科學實驗室的創始人和主任，以及可信資訊系統公司的副總裁。1994年，克羅克是CyberCash, Inc.的創始人之一和技術長。1998年，他創立並經營Executive DSL，一個基於數位用戶線路的ISP。1999年，他共同創立了Longitude Systems，並擔任執行長。目前，他是一家研究和開發公司Shinkuro的執行長。
網路工作組的RFC提供互联网工程任务组（IETF）在1986年創建的背景。他曾擔任IETF安全領域主管、互联网架构委员会成員、ICANN安全和穩定諮詢委員會主席、ICANN董事會成員和主席、互联网协会董事會成員以及許多其他與網際網路有關的志願職位。

## 榮譽
由於他在網際網路方面的工作，克羅克被授予2002年IEEE網際網路獎。2012年，克羅克被互联网协会選入網際網路名人堂。

## 外部連結
维基共享资源上的相關多媒體資源：斯蒂芬·克罗克
- RFC 1, Host Software, S. Crocker, April 1969.
- RFC 1776, The Address is the Message, S. Crocker, April 1, 1995.
- Shinkuro.com executive team info
- Oral history interview with Stephen Crocker, Charles Babbage Institute, University of Minnesota.  Crocker discusses computer networks, artificial intelligence research, and his work at the Defense Advanced Research Projects Agency (DARPA); interactions with other DARPA personnel including Cordell Green, Barry Wessler, Larry Roberts, Bob Kahn, and David Russell. He discusses his work as a program manager in the Information Processing Techniques Office (IPTO).